# میمون عنکبوتی شکم‌سفید
میمون عنکبوتی شکم‌سفید (نام علمی: Ateles belzebuth) نام یک گونه از سرده میمون عنکبوتی است.